# Славњица
Славњица (слч. Slavnica) насељено је мјесто са административним статусом сеоске општине (слч. obec) у округу Илава, у Тренчинском крају, Словачка Република.

## Становништво
| Година:    | 1994. | 2004.   | 2014.   | 2024.   |
| ---------- | ----- | ------- | ------- | ------- |
| Број људи: | 786   | 820     | 846     | 864     |
| Разлика:   |       | +4,32 % | +3,17 % | +2,12 % |

| Година:    | 2023. | 2024.   |
| ---------- | ----- | ------- |
| Број људи: | 856   | 864     |
| Разлика:   |       | +0,93 % |

Према подацима о броју становника из 2024. године насеље је имало 864 становника.